# Jeferson de Araújo de Carvalho
Jeferson de Araújo de Carvalho, meglio conosciuto come Jeferson (Campinas, 22 giugno 1996), è un calciatore brasiliano, difensore del Botafogo-SP.

## Statistiche

### Presenze e reti nei club
Statistiche aggiornate al 27 marzo 2018.
| Stagione           | Squadra            | Campionato         | Campionato | Campionato | Coppe nazionali | Coppe nazionali | Coppe nazionali | Coppe continentali | Coppe continentali | Coppe continentali | Altre coppe | Altre coppe | Altre coppe | Totale | Totale |
| Stagione           | Squadra            | Comp               | Pres       | Reti       | Comp            | Pres            | Reti            | Comp               | Pres               | Reti               | Comp        | Pres        | Reti        | Pres   | Reti   |
| ------------------ | ------------------ | ------------------ | ---------- | ---------- | --------------- | --------------- | --------------- | ------------------ | ------------------ | ------------------ | ----------- | ----------- | ----------- | ------ | ------ |
| 2013               | Ponte Preta        | A+A1/SP            | -          | -          | CB              | 1               | 0               | -                  | -                  | -                  | -           | -           | -           | 1      | 0      |
| 2014               | Ponte Preta        | B+A1/SP            | 2+0        | 0          | CB              | 0               | 0               | -                  | -                  | -                  | -           | -           | -           | 2      | 0      |
| 2015               | Ponte Preta        | A+A1/SP            | 3+3        | 0          | CB              | 5               | 0               | CS                 | 2                  | 0                  | -           | -           | -           | 13     | 0      |
| 2016               | Ponte Preta        | A+A1/SP            | 20+12      | 1+0        | CB              | 5               | 0               | -                  | -                  | -                  | -           | -           | -           | 37     | 1      |
| 2017               | Ponte Preta        | A+A1/SP            | 24+11      | 0+1        | CB              | 1               | 0               | CS                 | 4                  | 0                  | -           | -           | -           | 40     | 1      |
| 2018               | Ponte Preta        | B+A1/SP            | 0+14       | 0          | CB              | 3               | 0               | -                  | -                  | -                  | -           | -           | -           | 17     | 0      |
| Totale Ponte Preta | Totale Ponte Preta | Totale Ponte Preta | 89         | 2          |                 | 15              | 0               |                    | 6                  | 0                  |             | -           | -           | 110    | 2      |
| Totale carriera    | Totale carriera    | Totale carriera    | 89         | 2          |                 | 15              | 0               |                    | 6                  | 0                  |             | -           | -           | 110    | 2      |